# کلیسای مارادونا
کلیسای مارادونا (به اسپانیایی: Iglesia Maradoniana)، (به انگلیسی: Church of Maradona) مذهبی است که توسط گروهی از هواداران فوتبالیست آرژانتینی، دیگو مارادونا، تاسیس شده است. این گروه معتقدند که مارادونا بهترین بازیکن تاریخ فوتبال است.
این کلیسا در ۳۰ اکتبر ۱۹۹۸ همزمان با تولد ۳۸ سالگی مارادونا در شهر روساریو در آرژانتین توسط سه تن از هواداران این فوتبالیست (اکتور کامپومار، آلخاندرو ورون و ارنان آمز) ایجاد شد.
این کلیسا چیزی شبیه به یک تلفیق‌گرایی دینی یا فرقه مذهبی است. آلخاندرو ورون، از بنیانگذاران این کلیسا، در این باره میگوید: «من یک مذهب عقلانی دارم که کلیسای کاتولیک است و مذهبی دیگر که از قلب و شور و عشق من می‌گذرد و آن دیگو مارادونا است». این کلیسا سالشماری نیز دارد که از سال تولد مارادونا در ۱۹۶۰ آغاز می‌شود.

## ده فرمان کلیسای مارادونا
ده فرمان این کلیسا عبارتند از:
1. توپ هیچگاه ناپاک نمی‌شود.
2. به فوتبال فراتر از همه چیز عشق بورز.
3. عشق بی قید و شرطی به دیگو و فوتبال اعلام کن.
4. از پیراهن آرژانتین دفاع کن.
5. اخبار مربوط به معجزات دیگو را در سراسر جهان منتشر کن.
6. به معابدی (باشگاههایی) که وی در آنها بازی کرده و پیراهن‌های مقدسش احترام بگذار.
7. دیگو را صرفاً عضو یک تیم واحد ندان.
8. اصول کلیسای مارادونا را تبلیغ و منتشر کن.
9. نام میانی خود و نام پسر اولت را دیگو بگذار.
10. بیگانه از واقعیت زندگی نکن و بی‌فایده نباش.